# 阻拦索

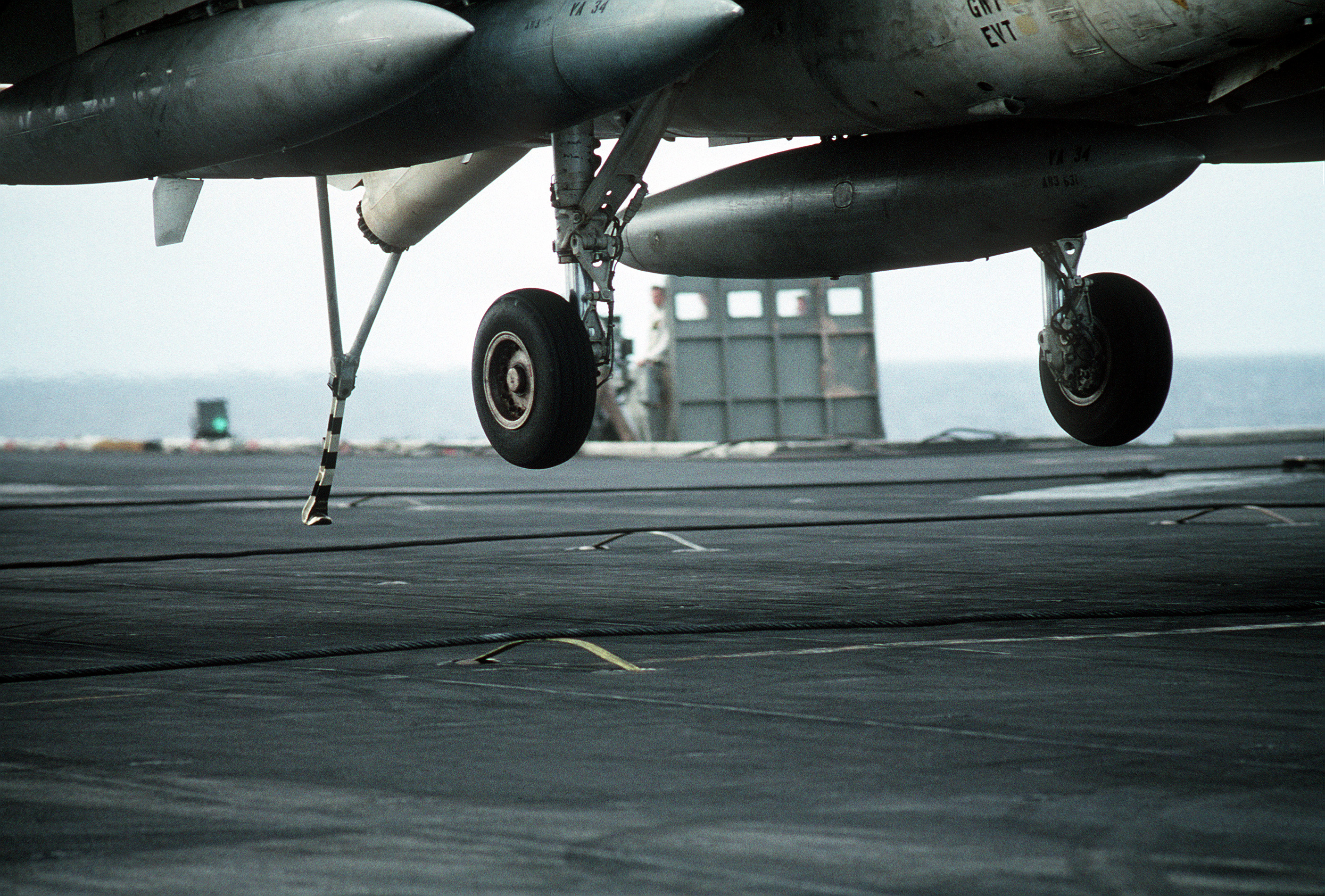
着舰钩钩住阻拦索的A-6入侵者式攻擊機

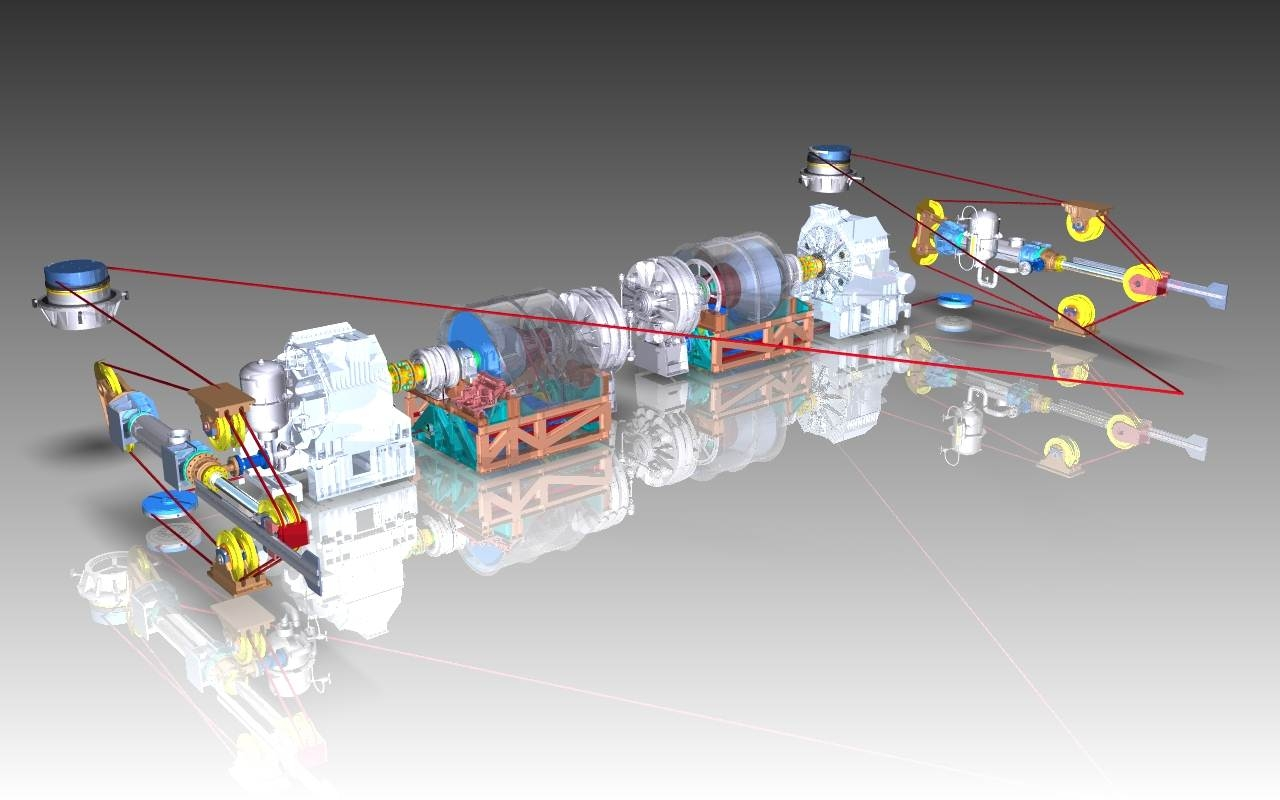
未來美国海军將對升級的福特级航空母舰採用先进電磁阻拦索。

阻拦索（Arresting gear）是一种安装在航空母舰飞行甲板或其它地面设施上的装置，旨在使固定翼飞机在降落时能很快减速，以便在短距离内进入安全的滑行或静止状态。阻拦索一般是由特殊钢材编织制成的绳索，需要具有很高的抗拉强度方能快速吸收高速降落的飞机动能。航母一般在降落跑道的前方装配三至四根阻拦索。舰载机在航母上降落时，倘若着舰钩无法钩住阻拦索，将造成冲出跑道或无法降落等事故。目前只有英國、美國、俄羅斯、中國擁有此技術。法國航艦使用美製阻攔索，印度航艦使用俄製阻攔索。
拦阻索采用的材料早期为钢缆，目前使用复合材料。其性能的好坏主要是抗疲劳强度这个参数，既拦阻索使用多少次后就必须更换。要尼米兹号航空母舰上，拦阻索使用125次就必须更换。在最新的福特级航母上，使用复合材料的拦阻索可以使用2000次。